# 浜松歌国
浜松 歌国（はままつ うたくに、安永5年（1776年） - 文政10年2月19日（1827年3月16日））は、江戸時代後期の作家、浮世絵師。屋号は布屋。苗字は平岡か。通称は氏助、清兵衛。別号は八重垣（牆）、颯々亭、南水。
当初は金沢竜玉などと歌舞伎や狂言の脚本を手がけたが、後に読本に移行した。

## 生涯
蘭英斎芦国の門人。安永5年（1776年）、大坂島之内布袋町の木綿問屋布屋清兵衛家に生まれた。著書『摂陽奇観』安永5年項には板行暦が添付され、1月8日に丸印が付されていることから、この日が生誕日ではないかとする説がある。
早くから戯作、歌舞伎を好み、役者評判記に二代目大谷友右衛門を批評した所、本人の怒りを買ったという。狂言作者奈河晴助との関係から芝居の世界に入った。寛政12年（1800年）から文政2年（1819年）まで大坂芝居番付に浜松氏助の名が載り、文政3年（1820年）からは浜松歌国の名を用いる。
また、文化11年（1814年）から文化13年（1816年）の頃、若干の錦絵を残している。
文政9年（1826年）大病に罹り、文政10年（1827年）2月19日死去した。墓所は油町天鷲寺。法号花島歌国信士の花島は浪花島之内の意か。

## 作品

### 錦絵
- 「笹原老翁･片岡仁左衛門 宮本無三四･中村歌右衛門」大錦2枚続 役者絵 文化11年（1814年）2月 『復讐二島英雄記』
- 「時雨傘三枚つゞき 中村歌右衛門」 大錦3枚続の内 役者絵 文化11年4月 中座『宿無団七時雨傘』

### 脚本
- 奈河篤助、待本和七共作「恵宝大功記」寛政12年（1800年）初演
- 「お花半七／妹背通転」文化10年（1813年）刊
- 金沢竜玉・金沢芝助共編作「奉納名代誉」文政4年（1821年）初演
- 金沢竜玉・金沢芝助・松本幸作共作「けいせい双鏡山」文政4年（1821年）初演
- 奈河春助・金沢竜玉共作「いろは歌の探題四十七集の秀詠／大石摺桜花短冊」文政5年（1822年）初演
- 金沢竜玉共作「けい事家毎のはり札に武の国のはた手になびく其人は悪鬼悪魔を払ふ神風／勇ましき老嫗寿」文政5年（1822年）初演
- 金沢竜玉・奈河晴助共作「けいせい染分総」文政5年（1822年）初演
- 金沢竜玉・金沢芝助共作「そうたい北のならひとて／堂島救入浜」文政6年（1823年）初演
- 金沢竜玉共作「けいせい廓大門」文政6年（1823年）初演
- 金沢芝助・金沢竜玉・奈河晴助共作「笠松峠と名も高きちよんがれの一ふしは／恋陸奥媚[山/賊]」文政6年（1823年）初演

### 劇書
- 「加賀屋道中記／芝翫栗毛」文化11年（1814年）刊
- 「称讃雅詞／芝翫帖」文化11年（1814年）刊
- 「芝翫贔負／咄の蔓」文化12年（1815年）刊

### 読本
- 「矢口続話新田神霊／忠孝貞婦伝」文化10年（1813年）刊
- 「キノニ全伝／駿河舞」文化11年（1814年）刊
- 「仮粧水千貫槽筧」文化12年（1815年）刊
- 「日本廻国勧懲記」文化12年（1815年）刊
- 「大和国筒井清水」文化14年（1817年）刊
- 「今昔二枚絵草紙」文政2年（1819年）刊
- 「会稽三浦誉」文政9年（1826年）刊

### 滑稽本
- 「芝翫栗毛」 文化11年（1814年）

### 地誌・随筆
- 「摂陽奇観」天保4年（1833年）
  - 「摂陽落穂集」文化5年（1822年）自序
  - 「摂陽見聞／筆拍子」
  - 「今古参考／南水漫遊」
  - 「御治世見聞録／摂陽年鑑」天保4年（1833年）
- 「神社仏閣／願懸重宝記」文化13年（1830年）刊
- 「神仏霊験記図会」文政7年（1824年）